# Municipio de Pomme de Terre
El municipio de Pomme de Terre (en inglés: Pomme de Terre Township) es un municipio ubicado en el condado de Grant en el estado estadounidense de Minnesota. En el año 2010 tenía una población de 133 habitantes y una densidad poblacional de 1,43 personas por km².

## Geografía
El municipio de Pomme de Terre se encuentra ubicado en las coordenadas 46°4′21″N 95°56′57″O / 46.07250, -95.94917. Según la Oficina del Censo de los Estados Unidos, el municipio tiene una superficie total de 93.14 km², de la cual 88,74 km² corresponden a tierra firme y (4,72 %) 4,4 km² es agua.

## Demografía
Según el censo de 2010, había 133 personas residiendo en el municipio de Pomme de Terre. La densidad de población era de 1,43 hab./km². De los 133 habitantes, el municipio de Pomme de Terre estaba compuesto por el 91,73 % blancos, el 0,75 % eran afroamericanos, el 0,75 % eran de otras razas y el 6,77 % eran de una mezcla de razas. Del total de la población el 1,5 % eran hispanos o latinos de cualquier raza.